# Östra Ljungby församling
Östra Ljungby församling är en församling i Luggude-Åsbo kontrakt i Lunds stift. Församlingen ligger i Klippans kommun i Skåne län och ingår i Klippans pastorat.

## Administrativ historik
Församlingen har medeltida ursprung.
Församlingen var till 1977 moderförsamling i pastoratet Östra Ljungby och Källna som mellan 1962 och 1974 även omfattade Össjö församling. År 1977 införlivades Källna församling och församlingen utgjorde därefter till 2014 ett eget pastorat.  Från 2014 ingår församlingen i Klippans pastorat.

## Kyrkobyggnader
- Källna kyrka
- Östra Ljungby kyrka